# Ion Vlădoiu
Ion Vlădoiu (n. Călinești, Arges, Rumanía, 5 de noviembre de 1968) es un exfutbolista rumano, que jugaba de delantero y militó en diversos clubes de Rumania y Alemania.

## Clubes
| Club                     | País     | Año         |
| ------------------------ | -------- | ----------- |
| Argeș Pitești            | Rumania  | 1987 - 1990 |
| Steaua Bucarest          | Rumania  | 1990 - 1993 |
| Rapid Bucarest           | Rumania  | 1993 - 1995 |
| Steaua Bucarest          | Rumania  | 1995 - 1996 |
| Colonia                  | Alemania | 1996 - 1998 |
| Dinamo Bucarest          | Rumania  | 1998 - 1999 |
| Kickers Offenbach        | Alemania | 1999 - 2000 |
| Steaua Bucarest          | Rumania  | 2000 - 2001 |
| Argeș Pitești            | Rumania  | 2001 - 2002 |
| FC Universitatea Craiova | Rumania  | 2002        |
| Argeș Pitești            | Rumania  | 2002 - 2004 |
| UTA Arad                 | Rumania  | 2004        |

## Selección nacional
Vlădoiu jugó 28 partidos internacionales, para la selección nacional rumana y anotó 2 goles. Participó en una Copa del Mundo FIFA, la edición de Estados Unidos 1994, donde la selección rumana fue una de las animadoras del certamen, llegando a cuartos de final, cayendo ante Suecia mediante lanzamientos penales. Vlădoiu entró en el minuto 70' frente a Suiza, pero fue expulsado solo 4 minutos después, por una durísima entrada a Ohrel. La FIFA lo castigó con 3 fechas terminándose el mundial para él y siendo sancionado por su Federación. También participó en la Eurocopa de Inglaterra 1996, donde su selección quedó eliminada en primera fase.

## Participaciones en Copas del Mundo
| Mundial                        | Sede           | Resultado        |
| ------------------------------ | -------------- | ---------------- |
| Copa Mundial de Fútbol de 1994 | Estados Unidos | Cuartos de final |